# Aynsley Cook
Aynsley Cook   (1832 - 1894) va ser un baríton-baix operístic britànic de l'època victoriana. Entre d'altres, va originar el paper de Josep el Llop a The Contrabandista d'Arthur Sullivan i F. C. Burnand el 1867. Va cantar el paper de Devilshoof a The Bohemian Girl unes 430 vegades.

## Primers anys
Nascut a Londres el 1833, Cook era fill d'Elizabeth Jane Cook i Thomas Aynsley Cook, gravador de segells i plata, i germà de les cantants d'òpera Furneaux Cook i Alice Aynsley Cook (1849–1938). El seu pare afirmava ser descendent del capità James Cook. Una noia soprano, Cook va començar a cantar a la catedral catòlica de St. George a Southwark i en concerts dirigits per Mendelssohn i Spohr. Va ser alumne d'Edward John Hopkins al City Temple de Londres i de Josef Staudigl a Munic (Baviera), i va començar la seva carrera de cantant a Baviera. En tornar a Londres, el 1856 treballava per a Meyer Lutz, aleshores professor o mestre de música, a Binfield House, una capella wesleyana. El mateix any, Lutz es va casar amb la germana de Cook, Elizabeth Cook (n. 1835), i més tard amb la seva germana Emily Cook (n. 1847).

## Carrera operística
Baix-baríton, Cook va debutar als escenaris a Manchester més tard el 1856 quan va actuar amb la National English Opera Company dirigida per Lucy Escott. És possible que conegués la seva futura esposa en aquest moment, ja que ella era membre de la mateixa companyia. El 26 de juny de 1858, Cook es va casar amb la cantant d'òpera Harriett Farrell Payne (1830–1880), filla de l'artista de pantomima William Payne. Els seus germans eren els artistes de pantomima, els germans Payne. De 1858 a 1861, Cook i la seva nova esposa van fer una gira pels Estats Units amb la companyia Lucy Escott, però l'empresa no va ser un èxit.
De 1862 a 1864, Cook i la seva dona van ser membres de la Pyne-Harrison Company, que actuava a la Royal Opera House de Covent Garden. Per a ells va cantar el sergent Peterman a The Desert Flower i Pascal a The Armourer of Nantes, ambdues el 1863, i a Rose, or Love's Ransom (1864) de John Liptrot Hatton. La parella va romandre a Covent Garden durant dos anys més amb English Opera Limited. El seu repertori durant aquest període incloïa noves obres de Balfe, Wallace i Benedict, així com obres europees populars traduïdes a l'anglès. El 1867, Cook va originar el paper de José el llop a El contrabandista d'Arthur Sullivan i F. C. Burnand al St. George's Hall de Londres.[6] Va interpretar el general Boum a la primera producció britànica de La gran duquessa de Gerolstein el novembre de 1867 a Covent Garden en una traducció a l'anglès de Charles Lamb Kenney, protagonitzada per Julia Matthews en el paper principal. Durant les temporades de 1870 a 1871, Cook va estar al Gaiety Theatre de Londres, on va aparèixer com a Van Bett a l'estrena britànica de Zar und Zimmermann de Lortzing, a més d'obres franceses populars com ara Fra Diavolo d'Auber i Zampa d'Hérold.

## Carl Rosa Opera Company
En unir-se a la Carl Rosa Opera Company per a la seva segona temporada americana el 1871, els Cook van fer la seva primera aparició amb la companyia a The Daughter of the Regiment el 2 d'octubre de 1871 a la New York Academy of Music amb Aynsley com a Sulpice, Harriett com a marquesa i Euphrosyne Parepa-Rosa com a Marie. Els Cook van romandre amb Carl Rosa durant les quatre temporades següents, fins al 1878. El 1875 al Princess's Theatre de Londres, va cantar Bartolo al Fígaro de Charles Santley a Les noces de Fígaro. El 1878 va tornar a cantar Falstaff a Les alegres comares de Windsor.
Durant un temps [quan?] els Cook van gestionar el pub Jack Straw's Castle a Hampstead Heath. Durant aquest període, fins i tot després de la mort de la seva dona el 1880, Cook va cantar amb altres companyies. El setembre i l'octubre de 1879, Cook va interpretar Dick Deadeye a H.M.S. Pinafore amb la companyia "2nd London" de la D'Oyly Carte Opera Company a Shoreditch i Camden Town. Es va tornar a unir a Carl Rosa el 1885 i va romandre amb ells durant la dècada següent. Cook va cantar diversos papers, inclòs Halvor, l'hostaler, a la gran òpera Nordisa de Corder (1887). El seu paper més famós amb Carl Rosa va ser Devilshoof a The Bohemian Girl, que va cantar unes 430 vegades. Mentre estava amb Carl Rosa, Cook va cantar l'Stabat Mater de Rossini en un concert benèfic per recaptar fons per restaurar la catedral catòlica romana de Santa Maria a Edimburg. Aquesta va ser possiblement l'estrena escocesa d'aquesta obra.
L'última actuació de Cook va ser com a Pare Tom a The Lily of Killarney al Royal Court Theatre de Liverpool el 3 de febrer de 1894. Va emmalaltir cada cop més i va morir el 16 de febrer de 1894 com a conseqüència d'un greu atac d'icterícia. El seu funeral es va celebrar a l'església de Saint Peter de Liverpool el 20 de febrer, després del qual milers de simpatitzants van assistir a l'enterrament al camp catòlic romà del cementiri de Liverpool. En homenatge, aquella nit al Royal Court Theatre, Claude Jaquinot va dirigir la Marxa Fúnebre de Chopin després d'una representació de Maritana.

## Família
La seva filla Annie Elizabeth Cook (1861–1946) va néixer a Boston, Massachusetts, a l'esclat de la Guerra Civil Americana, mentre els seus pares estaven de gira operística. Es va casar amb el director d'orquestra Eugène Goossens (fill), convertint Cook en l'avi matern dels talentosos germans Goossens, el compositor i director d'orquestra Sir Eugene Goossens, les arpistes Marie i Sidonie Goossens, el trompista Adolphe Goossens i l'oboista Léon Goossens.